# UFO-Sichtung bei Maury Island

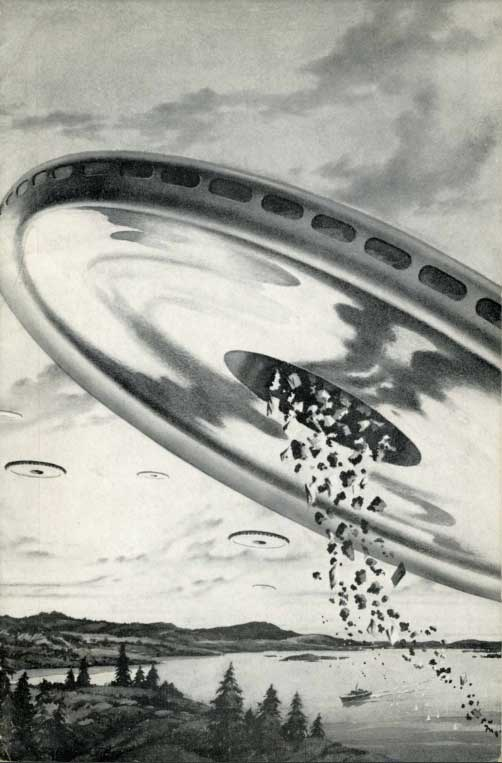
Künstlerische Darstellung des Maury Island-UFOs

Bei der UFO-Sichtung bei Maury Island berichtete Harold Dahl, fliegende Untertassen bei Maury Island in der Bucht Puget Sound im Bundesstaat Washington gesehen zu haben. Der Vorfall soll sich am 21. Juni 1947 ereignet haben. Dabei soll ein Hund durch herabstürzende Teile getötet worden sein. Nach einer Untersuchung des FBI wurde der Vorfall jedoch als ein Schwindel eingestuft.

## Hintergrund
Am 24. Juni 1947 berichtete der Privatpilot Kenneth Arnold, dass er eine Reihe von neun glänzenden, nicht identifizierten Flugobjekten sah, die in extrem hoher Geschwindigkeit am Mount Rainier vorbeiflogen. Arnolds Bericht sorgte für landesweite Berichterstattung, und seine Beschreibung der Objekte führte auch dazu, dass die Presse schnell die Begriffe flying saucer („fliegende Untertasse“) und flying disk („fliegende Scheibe“) als populäre Beschreibungen für UFOs prägte. Zehn Tage später berichteten E.J. Smith, sein Co-Pilot, sowie eine Stewardess, dass sie ebenfalls in der Region unidentifizierte Objekte gesehen hatten. Das Gebiet am Puget Sound ist ein wichtiger Standort der US-amerikanischen Luftfahrt, wo zu diesem Zeitpunkt die Lockheed Shipbuilding and Construction Company und Boeing große Standorte unterhielten.
Nachdem seine Geschichte veröffentlicht worden war, wurde Arnold von Raymond A. Palmer kontaktiert, dem Herausgeber des Science-Fiction-Magazins Amazing Stories, der manchmal mit der Prägung des Begriffs „UFO“ in Verbindung gebracht wurde. Palmer bat Arnold, nach Tacoma zu fliegen, um die Sache zu untersuchen, und am 28. Juli überwies Palmer 200 Dollar an Arnold, um die Untersuchung zu finanzieren.

## Vorfall
Am 29. Juli befragte Arnold auch Harold Dahl, einen Hafenaufseher, der ebenfalls von einer UFO-Sichtung berichtete:
„Am 21. Juni 1947 nachmittags gegen zwei Uhr war ich auf Patrouille in der östlichen Bucht von Maury Island [...] Ich, als Kapitän, steuerte mein Patrouillenboot nahe an das Ufer einer Bucht auf Maury Island. An Bord waren zwei Besatzungsmitglieder, mein fünfzehnjähriger Sohn und sein Hund. Als ich vom Steuer meines Bootes aufblickte, sah ich sechs sehr große, donutförmige Flugobjekte.“

Dahl sagte, dass eines der Objekte „anfing, etwas auszustoßen, was sich als eine Art von leichtem Metall herausstellte“ und schließlich auseinanderfiel. Laut Dahl fiel eine Substanz, die an Lavagestein erinnerte, auf ihr Boot und tötete einen Hund. Dahl berichtete, sein Vorgesetzter Fred Crisman habe den Vorfall untersucht. Dahl behauptete auch, dass er später von einem schwarz gekleideten Mann angesprochen wurde, der ihm gesagt habe, er solle nicht über das Ereignis sprechen. Crisman berichtete in einem Interview, dass er Trümmer des abgeworfenen Materials geborgen und ein ungewöhnliches Flugobjekt gesehen habe.
Arnold rekrutierte zunächst E. J. Smith von United Airlines, der am 4. Juli ebenfalls über eine Flugscheibe berichtet hatte, für seine Untersuchung. Arnold beschloss daraufhin, Leutnant Frank Brown vom militärischen Nachrichtendienst der Luftwaffe in Hamilton Field, Kalifornien, zu kontaktieren. Brown traf zusammen mit Captain William L. Davidson in Arnolds Hotel in Tacoma ein. Davidson und Brown untersuchten den Vorfall, führten Befragungen durch und sammelten Fragmente, die sie jedoch als uninteressant eingestuft haben sollen. In den frühen Morgenstunden des 1. August stürzte die B-25 Mitchell, in der die beiden saßen, außerhalb von Kelso, Washington ab, wobei Davidson und Brown ums Leben kamen.
In der folgenden FBI-Untersuchung wurde der Vorfall als ein Schwindel eingestuft. Dahl gab den Schwindel nicht zu, sagte aber, er "wollte keinen weiteren Ärger in dieser Angelegenheit". Die Untersuchung kam zum Schluss, dass es sich bei den eingesammelten Fragmenten um einfache Felsformationen und Schlacke gehandelt haben soll. Dahl und Crisman wurden später finanzielle Motive unterstellt. Auch Project Blue Book stufte den Maury-Island-Vorfall später als einen Täuschungsversuch ein.

## Nachwirkungen
Bei den Sichtungen von Puget Sound handelte es sich um eine der frühesten medial überlieferten UFO-Sichtungen und sie leiteten eine Welle von weiteren UFO-Sichtungen ein, welche zur flying disc craze von 1947 führten. So fand die Sichtungen im Nordwesten fast gleichzeitig zum Roswell-Zwischenfall statt. In Gray Barkers Buch They Knew Too Much About Flying Saucers aus dem Jahr 1956, das dazu beitrug, das Konzept der „Männer in Schwarz“ bekannt zu machen, die angeblich UFO-Zeugen einschüchtern würden, wurde das Ereignis erwähnt.
Die UFO-Sichtung bei Maury Island hat Kunstwerke und lokale Feierlichkeiten in Des Moines, Washington inspiriert und Eingang in die lokale Folklore gefunden. So würdigt ein öffentliches Kunstwerk in Des Moines die UFO-Sichtung und jährlich wird hier der Men in Black Birthday Bash veranstaltet. 2014 wurde der halbdokumentarische Kurzfilm The Maury Island Incident veröffentlicht, der das Geschehen aus Sicht von Dahl erzählt. 2017 würdigte sogar der Senat von Washington den 70. Jahrestag des Ereignisses.